# Mark Bell
Mark Bell, född 1971  i Lofthouse, West Yorkshire, död 8 oktober 2014, var en brittisk musiker och producent inom elektronisk housemusik. Förutom rollen som medlem i technogruppen LFO på Warp Records samarbetade han med en rad olika artister, till exempel Björk och Depeche Mode, för vilka han producerade hela albumet Exciter (2001). Han studerade tidigare vid Rodillian High School.

## Diskografi

### Album medLFO
- 1991: Frequencies
- 1996: Advance
- 2003: Sheath

### Som soloartist

#### Album
- 1996: "Surge" (som Speed Jack)

#### Singlar
- 1994: "Storm" (som Speed Jack)
- 1994: "C.T.C." (som Speed Jack)
- 1995: "Lofthouse" (som Clark)
- 1995: "Klip EP" (som Fawn)
- 1996: "Jigsaw" (som Counterpoint)
- 1996: "Blue Bossa" (som Speed Jack)

### Album producerade av Mark Bell
- 1997: Björk - Homogenic
- 2000: Deltron 3030 - Deltron 3030
- 2000: Björk - Selmasongs
- 2001: Depeche Mode - Exciter
- 2001: Björk - Vespertine (uncredited)
- 2004: Björk - Medúlla
- 2005: Björk - Drawing Restraint 9
- 2007: Björk - Volta
- 2011: Björk - Biophilia